# Берта Моризо с букетом фиалок
«Берта Моризо с букетом фиалок» — картина Эдуарда Мане, написанная в 1872 году. На портрете изображена приятельница художника Берта Моризо в чёрном траурном платье с едва заметным букетом фиалок. Картина, известная также под названиями «Портрет Берты Моризо», «Берта Моризо в чёрной шляпе» или «Юная дама в чёрной шляпе», в настоящее время хранится в музее Орсе.
Мане познакомился с внучатой племянницей Фрагонара, художницей Бертой Моризо в 1868 году. Между ними завязались тесные дружеские отношения; позднее Берта вышла замуж за брата Эдуарда — Эжена Мане. На протяжении шести лет художники оказывали взаимное влияние на творчество друг друга, причём искусствоведы отмечают, что влияние Берты на Мане было более существенным.
Мане написал целый ряд портретов Моризо, начиная с «Балкона» 1869 года. «Портрет с букетом фиалок» написан вскоре после падения Парижской коммуны, когда вернувшийся в Париж художник, отслуживший в Национальной гвардии во время Франко-прусской войны, смог вновь заняться живописью. Позже Мане выполнил гравюру и две литографии с этого портрета: это заставляет предполагать, что картина была ему особенно дорога.
Портрет был выполнен всего за два сеанса, в присутствии матери Берты. В знак благодарности за позирование Мане преподнёс своей модели изящную картину, изображающую букетик фиалок, сложенный веер и записку, на которой можно прочесть: «à Berthe Morisot… Édouard Manet» («Берте Моризо — Эдуард Мане»).

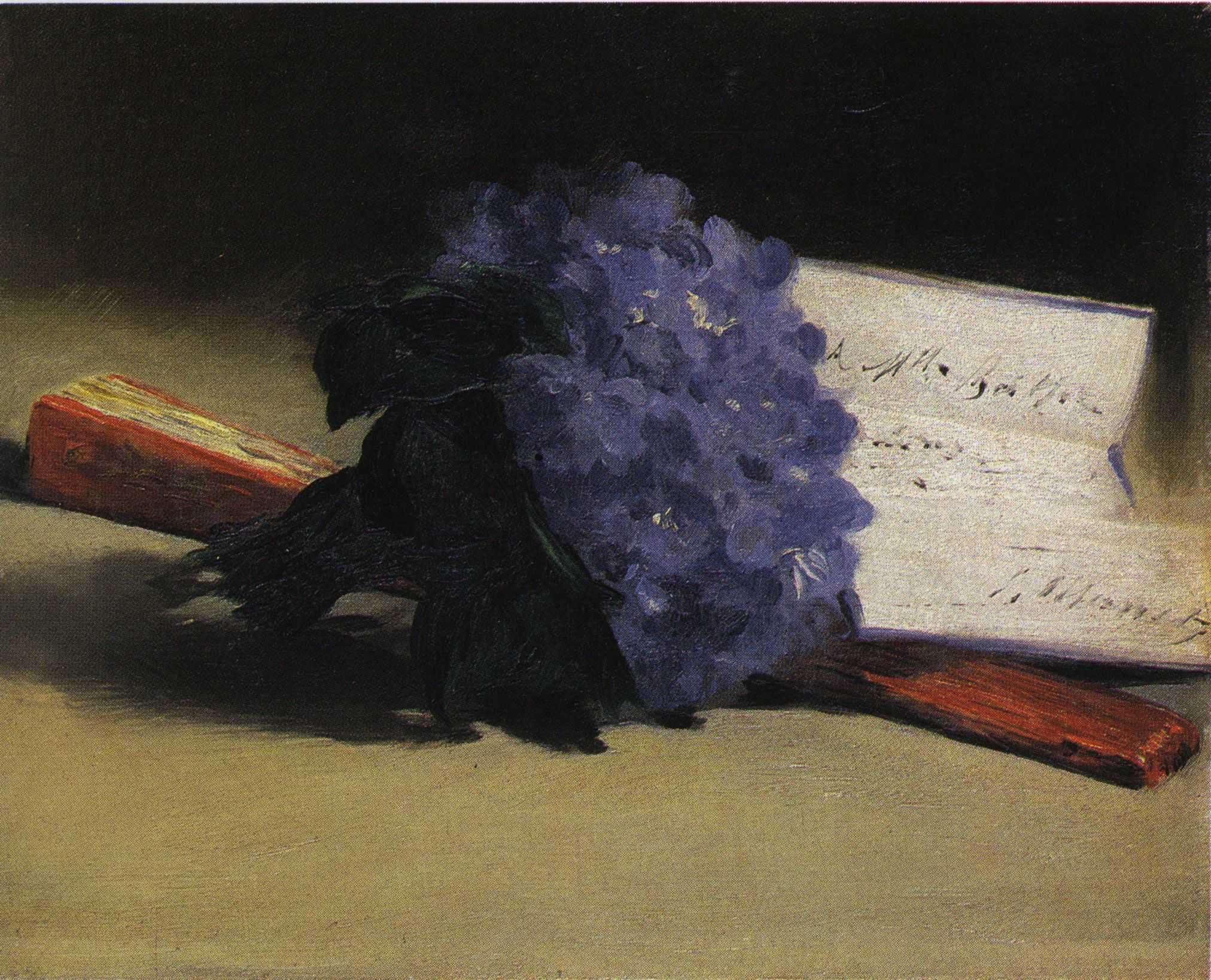
Букет фиалок и веер (1872)

Погрудный портрет художницы имеет подпись в правом верхнем углу: «Manet 72». Модель изображена на светлом фоне в чёрных одеяниях и с серьгами. Свет на картине идёт с левого края, так что одна сторона лица Моризо ярко освещена, а другая погружена в тень, что необычно для картин Мане, обычно имеющих ровное освещение. Фиалки еле видны под декольте платья. Ранее художник уже писал женщину с фиалками в руках («Женщина с попугаем», 1866).
Мане изобразил Моризо с чёрными глазами, хотя известно, что они были зелёными. Возможно, чёрная одежда и глаза выражают стремление художника придать модели испанский вид (искусствоведы отмечают в этой работе влияние Веласкеса). Ранее Мане уже писал подобный портрет своей матери (1863) в трауре на тёмном фоне. Не исключено также, что Мане хотел напомнить Моризо о возможностях, которые предоставляет художнику чёрный цвет, в то время как её собственные работы тяготели к всё более светлым тонам.
Портрет Моризо с фиалками вскоре был признан одним из шедевров Мане. Он получил высокую оценку Поля Валери, женатого на племяннице Моризо Жанни Гобийяр. В предисловии к каталогу ретроспективы работ Мане в Оранжери 1932 года, устроенной на столетие со дня рождения художника, Валери сравнил портрет с «Девушкой с жемчужной серёжкой» Яна Вермеера и заявил, что для него в творчестве Мане нет ничего выше этой работы. Его особо поразил «абсолютный тон чёрного», какого, по его словам, нет ни у кого, кроме Мане. Валери писал: 

Всемогущество этих черных тонов, простая холодность фона, бледные или розовеющие отсветы тела, причудливые очертания шляпки <…>; само лицо это, с большими глазами, говорящими неопределенной своей пристальностью о глубокой рассеянности и являющими собой, так сказать, присутствие отсутствия: все это сосредоточивает и порождает во мне странное ощущение. <…> Необычной гармонией красок, диссонансом их сил, противоположением беглых и эфемерных деталей старинной прически чему-то очень трагическому в выражении лица Мане дает звучание своему творению, вводя тайну в уверенность своего мастерства.
Мане продал или подарил портрет коллекционеру и критику Теодору Дюре. Моризо выкупила его на распродаже коллекции Дюре в 1894 году за 5100 франков. После её смерти в 1895 году портрет оставался в собственности её дочери Жюли вплоть до смерти последней в 1966 году, после чего владельцем картины стал её сын Клеман Руар. Портрет был приобретён для музея Орсе в 1988 году при финансовой поддержке фонда наследия короля Бодуэна (Fonds du Patrimoine), американского фонда Мейера, финансовой группы China Times и японской медиакорпорации «Никкон».
Портрет с фиалками — не единственная работа Мане, моделью для которой послужила Берта Моризо. В период с 1872 по 1874 год художник писал её неоднократно, и на других картинах она также изображена в чёрном (портреты с розовой туфелькой, с веером и с вуалью).

## Галерея

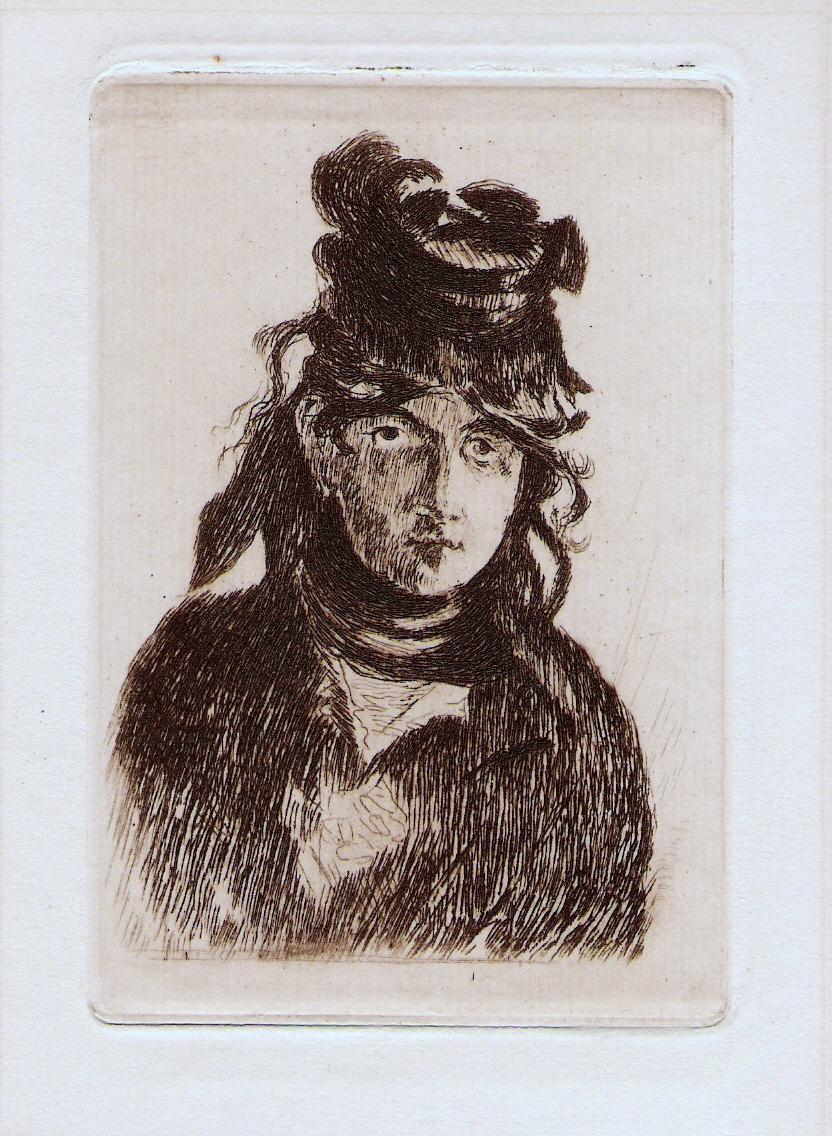
Гравюра
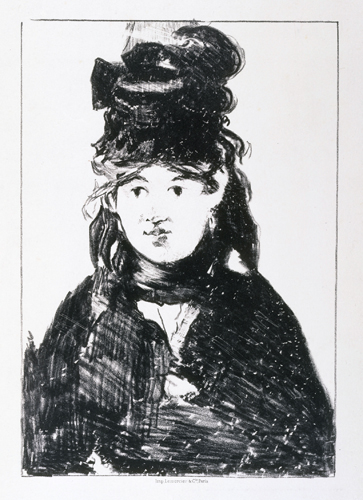
Литография
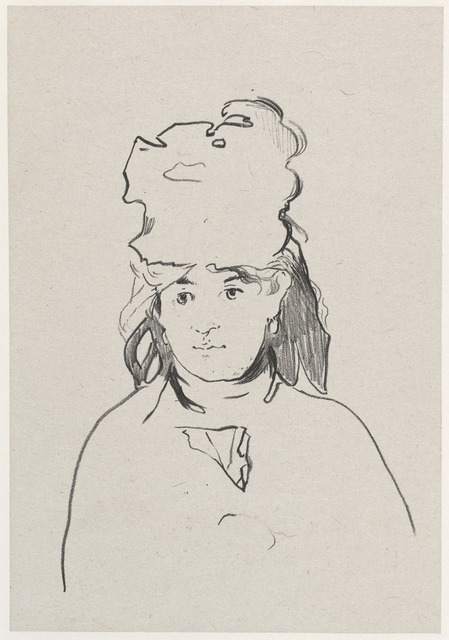
Литография
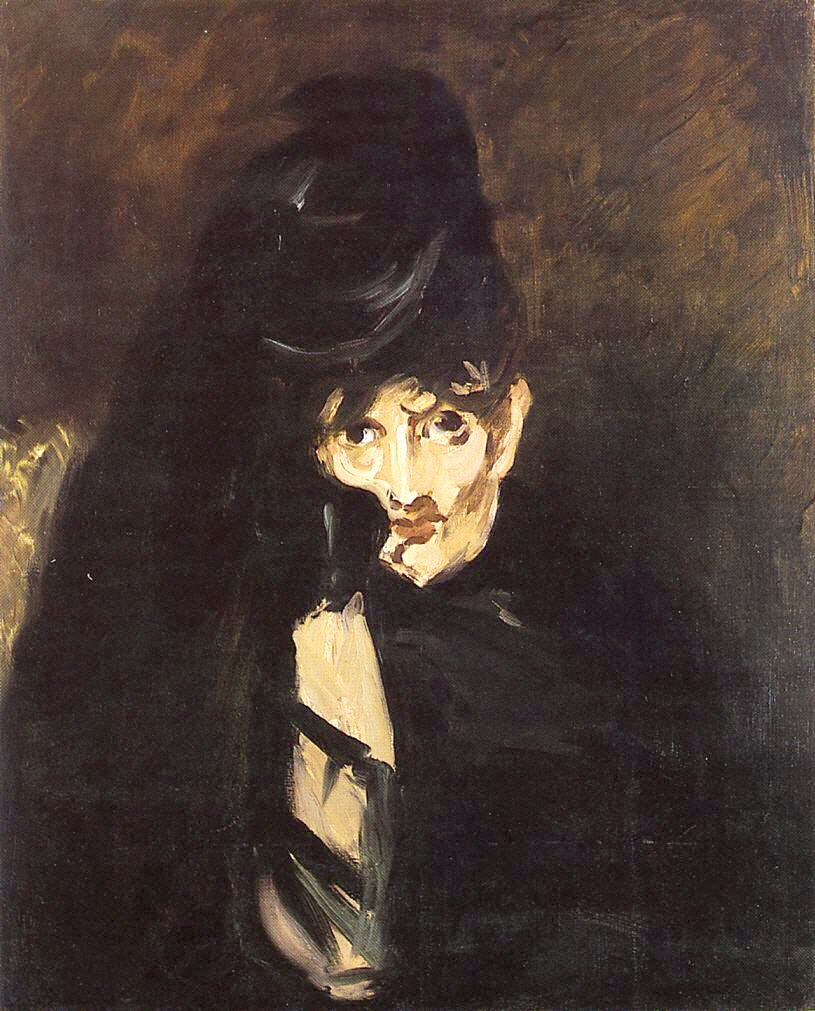
Берта Моризо в трауре, 1874, частная коллекция
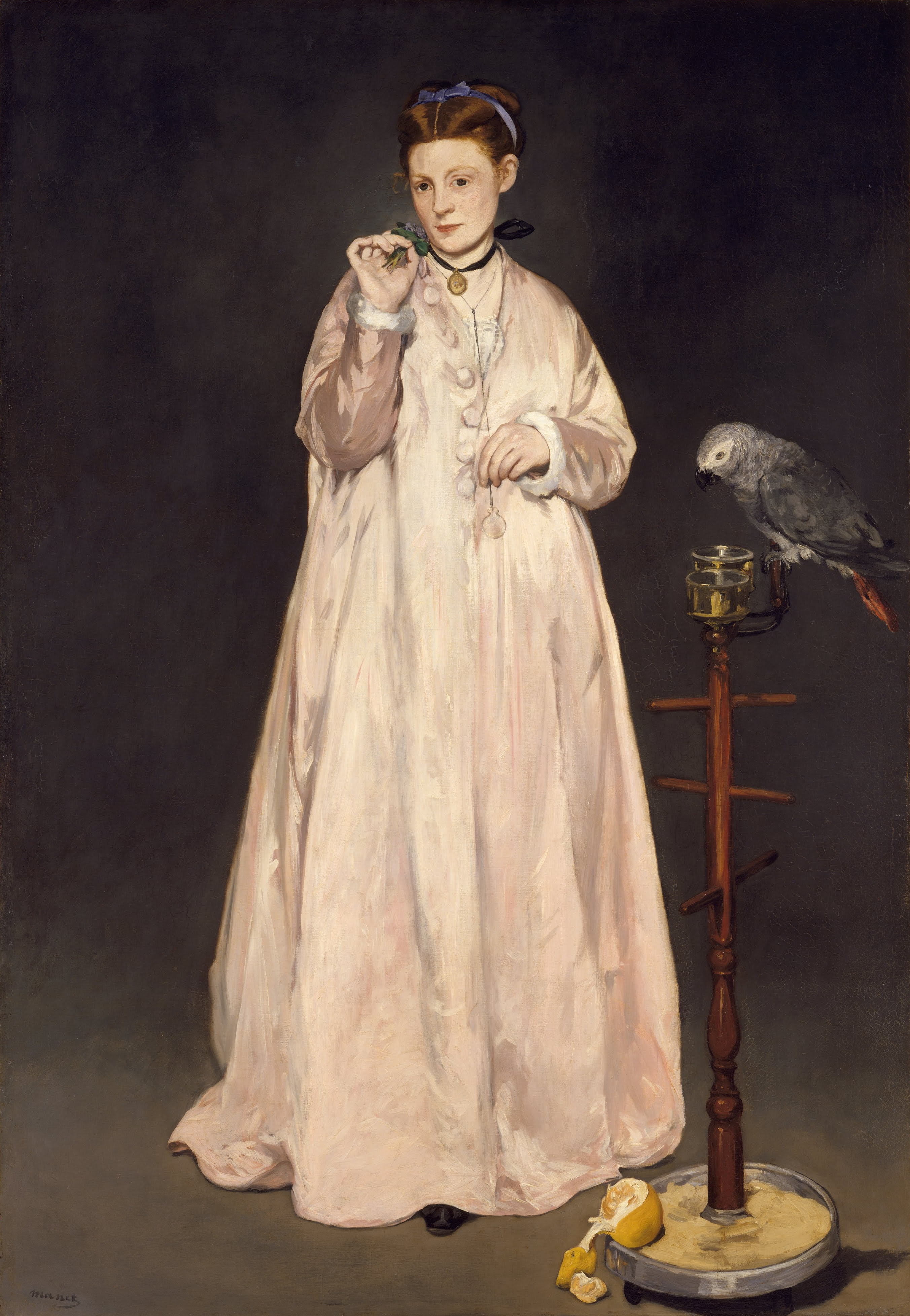
Женщина с попугаем, 1866, Метрополитен-музей, Нью-Йорк
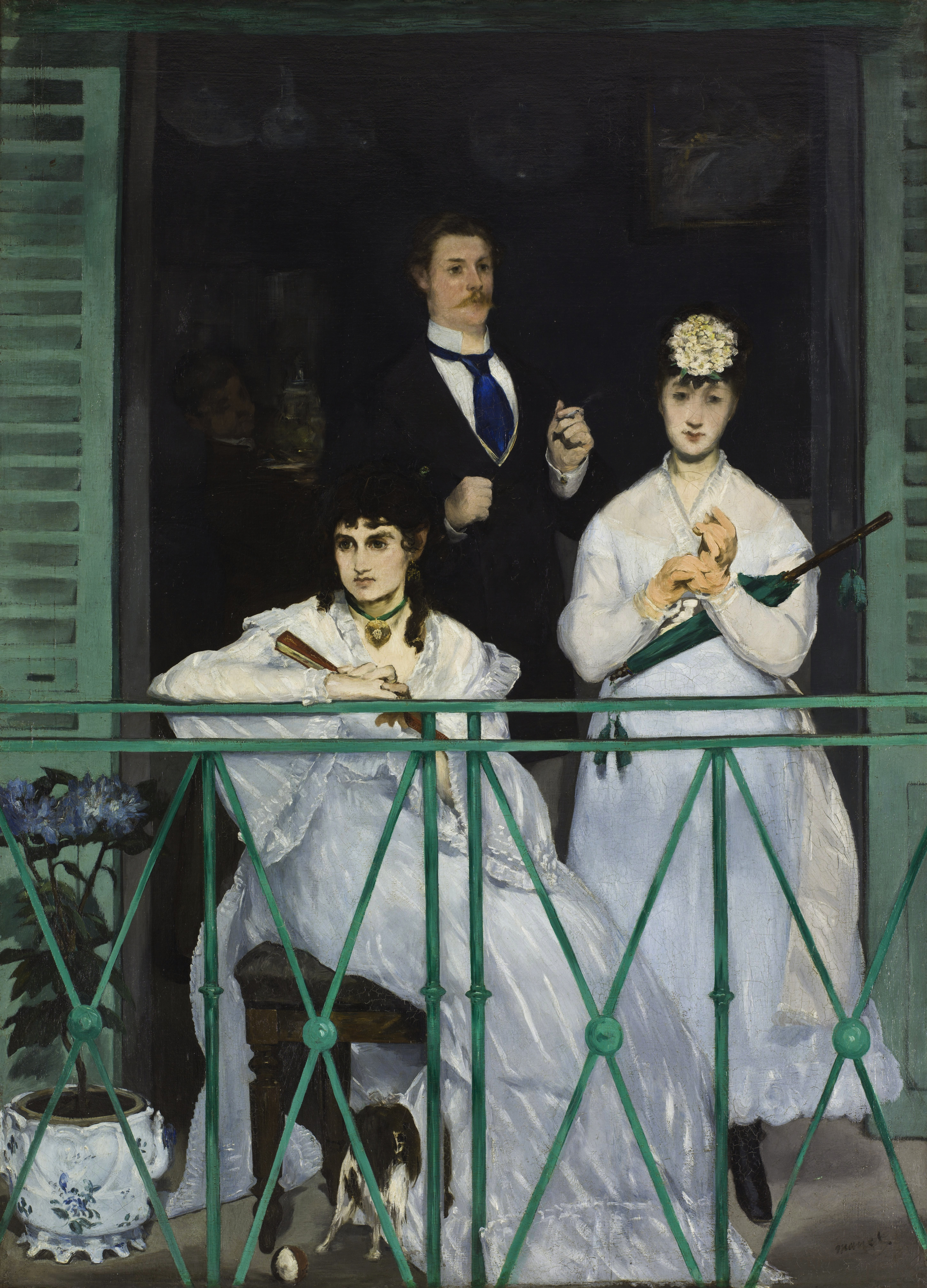
Балкон, 1868, Орсе, Париж
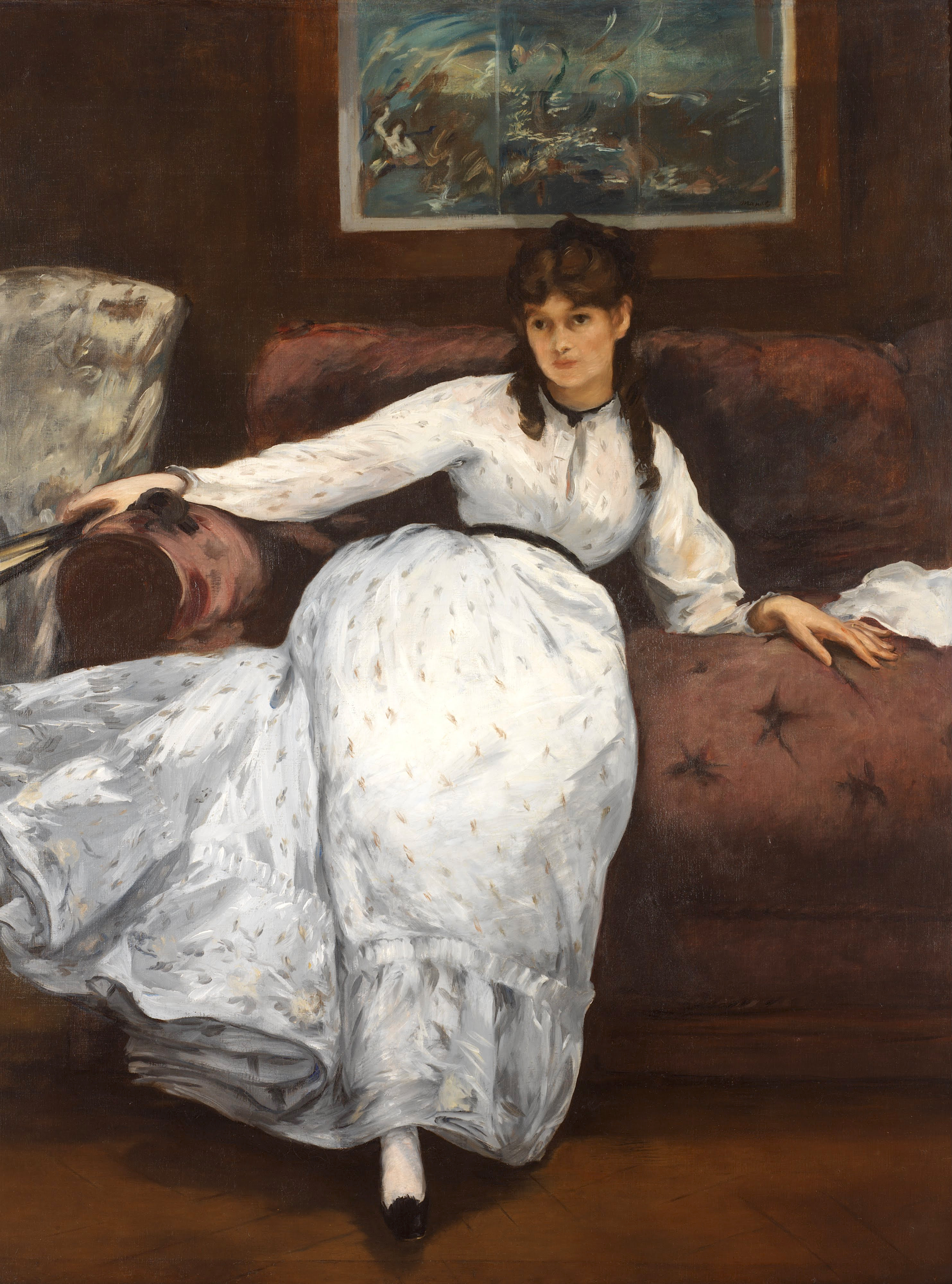
Отдых. Портрет Берты Моризо, 1869, Музей Род-Айлендской школы дизайна, Провиденс
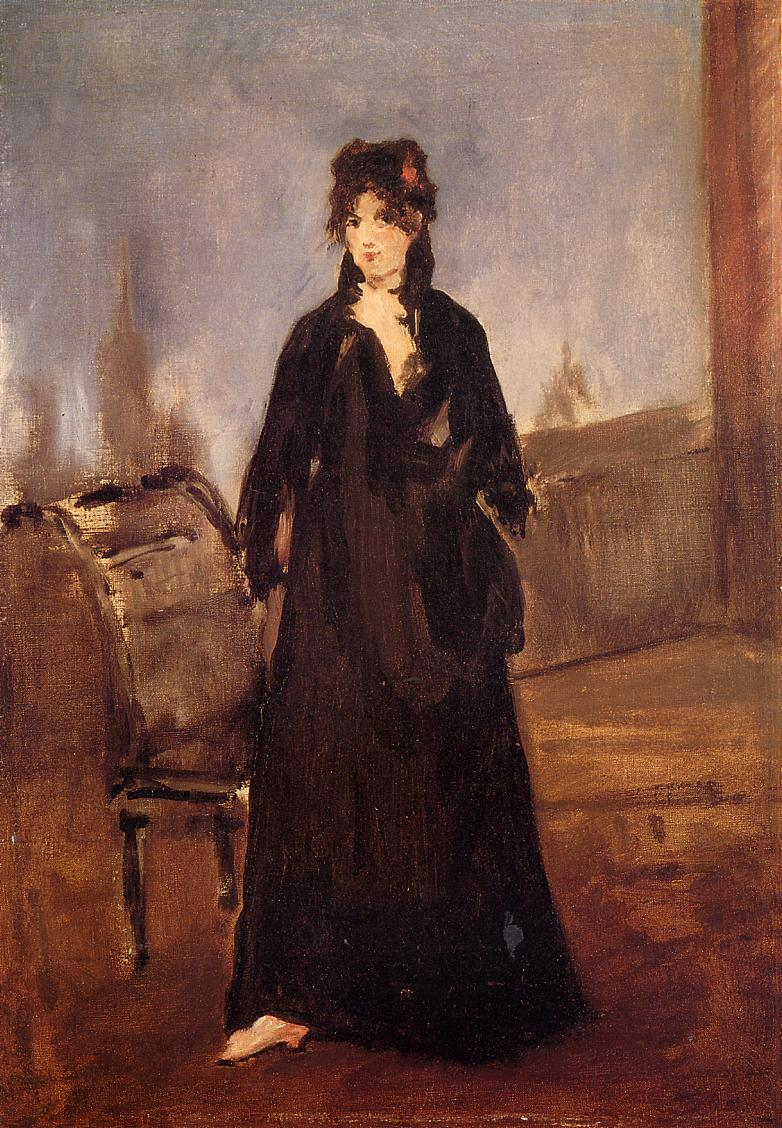
Молодая женщина с розовой туфелькой, 1872, Хиросимский музей искусств
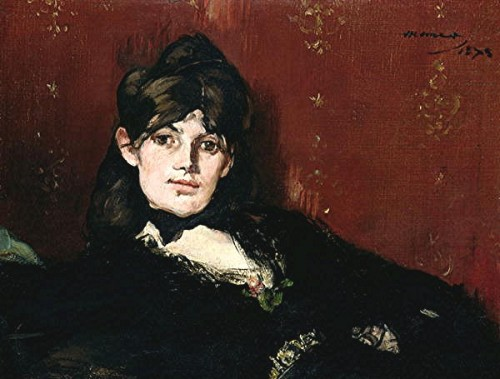
Лежащая Берта Моризо, 1873, Музей Мармоттан-Моне, Париж
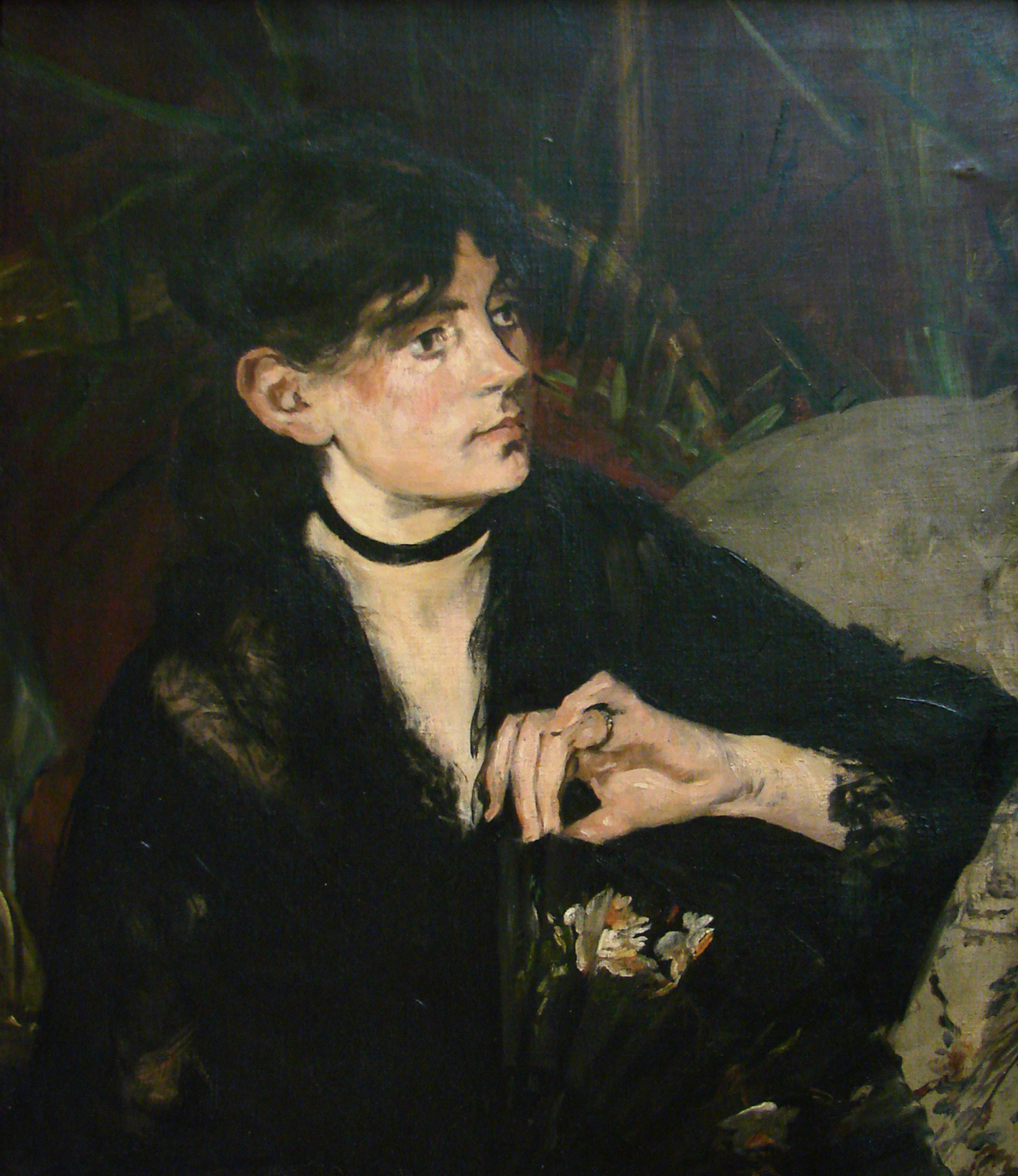
Берта Моризо с веером, 1874, Дворец изящных искусств в Лилле